# Должностные лица в ранге заместителя Председателя Правительства и министра (Россия)
В Российской Федерации некоторые должностные лица в системе исполнительной власти наделяются рангом (статусом, правами) Заместителя Председателя Правительства или федерального министра. При этом такие должностные лица не являются членами Правительства Российской Федерации (исключение — полномочный представитель Председателя Совета Министров РСФСР в ранге Министра РСФСР Сергеев В. М., входивший в состав второго правительства Силаева И. С. (1991 г.) в соответствии с Указом Президента РСФСР от 16 августа 1991 г. № 58).

## Должностные лица в ранге Заместителя Председателя Правительства
1. Полторанин Михаил Никифорович — Руководитель Федерального информационного центра России (назначен Указом Президента РФ от 25 декабря 1992 г. № 1647 — освобожден от должности Указом Президента РФ от 4 января 1994 г. № 1). Указом Президента РФ от 25 декабря 1992 г. 1647 установлено, что Федеральный информационный центр России возглавляет Руководитель, который по статусу приравнивается к Первому заместителю Председателя Совета Министров — Правительства РФ (Указом Президента РФ от 22 декабря 1993 г. № 2255 Федеральный информационный центр России ликвидирован).
2. Поляничко Виктор Петрович — глава Временной администрации на территориях Моздокского района, Пригородного района и прилегающих к нему местностях Северо-Осетинской ССР и Малгобекского и Назрановского районов Ингушской Республики в ранге Заместителя Председателя Совета Министров — Правительства РФ (назначен постановлением Совета Министров — Правительства РФ от 26 июня 1993 г. № 606 — убит 1 августа 1993 г.).
3. Хижа Георгий Степанович — Председатель Экспертного совета при Совете Министров — Правительстве РФ/Председатель Экспертного совета при Правительстве РФ (назначен постановлением Совета Министров — Правительства РФ от 28 июня 1993 г. № 604 — освобожден от должности распоряжением Правительства РФ от 10 декабря 2003 г. № 1813-р). Постановлением Совета Министров — Правительства РФ от 28 июня 1993 г. № 604 установлено, что бытовое, медицинское и транспортное обслуживание Председателя Экспертного совета при Совете Министров — Правительстве РФ осуществляется на условиях, предусмотренных для Заместителя Председателя Совета Министров — Правительства РФ.
4. Лозовой Владимир Демьянович — глава Временной администрации на территориях Моздокского района, Пригородного района и прилегающих к нему местностях Северо-Осетинской ССР и Малгобекского и Назрановского районов Ингушской Республики[1] в ранге Заместителя Председателя Совета Министров — Правительства РФ (назначен распоряжением Совета Министров — Правительства РФ от 16 сентября 1993 г. № 1639-р — Указом Президента РФ от 15 февраля 1995 г. № 139 на базе Временной администрации на части территорий Республики Северная Осетия и Ингушской Республики образован Временный Государственный комитет РФ по ликвидации последствий осетино-ингушского конфликта октября-ноября 1992 г.), председатель Временного Государственного комитета РФ по ликвидации последствий осетино-ингушского конфликта октября-ноября 1992 г. в ранге Заместителя Председателя Правительства РФ (назначен постановлением Правительства РФ от 28 февраля 1995 г. № 210 — Указом Президента РФ от 14 августа 1996 г. № 1177 Временный Государственный комитет РФ по ликвидации последствий осетино-ингушского конфликта октября-ноября 1992 г. упразднен).
5. Семенов Николай Иванович — руководитель Территориального управления федеральных органов исполнительной власти в Чеченской Республике в ранге Заместителя Председателя Правительства РФ (назначен Указом Президента РФ от 27 января 1995 г. № 80 — освобожден от должности Указом Президента РФ от 1 марта 1996 г. № 303).
6. Федосов Николай Яковлевич — полномочный представитель Правительства РФ в Чеченской Республике в ранге Заместителя Председателя Правительства РФ (назначен Указом Президента РФ от 19 февраля 1996 г. № 215 — освобожден от должности Указом Президента РФ от 4 ноября 1996 г. № 1529).
7. Артюхов Виталий Григорьевич — руководитель Государственной налоговой службы РФ в ранге Заместителя Председателя Правительства РФ (назначен Указом Президента РФ от 12 марта 1996 г. № 369 — освобожден от должности Указом Президента РФ от 14 апреля 1997 г. № 350).
8. Курин Георгий Васильевич — полномочный представитель Правительства РФ в Чеченской Республике (назначен Указом Президента РФ от 4 ноября 1996 г. № 1530 — освобожден от должности распоряжением Правительства РФ от 4 января 2000 г. № 18-р). В соответствии с Указом Президента РФ от 4 ноября 1996 г. № 1530 Курину Г. В. установлены условия оплаты труда, материально-бытового, медицинского и транспортного обслуживания, предусмотренные для Заместителя Председателя Правительства РФ.
9. Рыбкин Иван Петрович — полномочный представитель Президента РФ в государствах-участниках СНГ (назначен Указом Президента РФ от 14 мая 1998 г. № 553 — освобожден от должности Указом Президента РФ от 29 января 2000 г. № 124; в соответствии с Указом Президента РФ от 29 января 2000 г. № 125 до вступления в должность вновь избранного Президента РФ исполнял обязанности полномочного представителя Президента РФ в государствах-участниках СНГ). Указом Президента РФ от 14 мая 1998 г. № 553 установлено, что полномочный представитель Президента РФ в государствах-участниках СНГ приравнивается по статусу к Заместителю Председателя Правительства РФ (данный указ признан утратившим силу Указом Президента РФ от 28 июня 2000 г. № 1195).
10. председатель правления Российского акционерного общества «ЕЭС России» Чубайс Анатолий Борисович — специальный представитель Президента РФ по связям с международными финансовыми организациями (функции специального представителя возложены Указом Президента РФ от 17 июня 1998 г. № 712 — освобожден от исполнения функций специального представителя Указом Президента РФ от 28 августа 1998 г. № 1001). Указом Президента РФ от 17 июня 1998 г. № 712 установлено, что специальный представитель Президента РФ по связям с международными финансовыми организациями пользуется правами Заместителя Председателя Правительства РФ.
11. Задорнов Михаил Михайлович — специальный представитель Президента РФ по связям с международными финансовыми организациями (назначен Указом Президента РФ от 31 мая 1999 г. № 691 — освобожден от должности Указом Президента РФ от 29 сентября 1999 г. № 1313). Указом Президента РФ от 31 мая 1999 г. № 691 установлено, что специальный представитель Президента РФ по связям с международными финансовыми организациями пользуется правами Первого заместителя Председателя Правительства РФ.

## Должностные лица в ранге Министра (на персональной основе)
1. Лазарев Игорь Николаевич — Руководитель Государственной налоговой службы РСФСР в ранге Министра РСФСР (назначен Указом Президента РСФСР от 21 ноября 1991 г. № 229 — освобожден от должности распоряжением Президента РФ от 5 февраля 1993 г. № 83-рп).
2. руководитель Пресс-службы Совета Министров — Правительства РФ Сергеев Валентин Михайлович — полномочный представитель Председателя Совета Министров — Правительства РФ (в ранге Министра РФ) (назначен постановлением Совета Министров — Правительства РФ от 20 октября 1993 г. № 1061 — н/д)
3. Уринсон Яков Моисеевич — первый заместитель Министра экономики РФ в ранге министра (назначен распоряжением Правительства РФ от 4 мая 1994 г. № 635-р — освобожден от должности постановлением Правительства РФ от 23 апреля 1997 г. № 469).
4. Смирнов Александр Иванович — полномочный представитель РФ в коллегии Межгосударственного экономического комитета Экономического союза в ранге Министра РФ (назначен распоряжением Правительства РФ от 18 ноября 1994 г. № 1827-р — освобожден от должности распоряжением Правительства РФ от 5 ноября 1999 г. № 1808-р).
5. начальник Департамента инвестиций и строительства Аппарата Правительства РФ Суров Петр Сергеевич — первый заместитель председателя Государственной комиссии по восстановлению экономики и социальной сферы Чеченской Республики в ранге Министра РФ (назначен постановлением Правительства РФ от 15 апреля 1995 г. № 342 — постановление в части назначения Сурова П. С. первым заместителем председателя Государственной комиссии по восстановлению экономики и социальной сферы Чеченской Республики признано утратившим силу постановлением Правительства РФ от 5 ноября 1995 г. № 1125).
6. Пастухов Борис Николаевич — первый заместитель Министра иностранных дел РФ (Указом Президента РФ от 19 мая 1998 г. № 558 на первого заместителя Министра иностранных дел РФ Пастухова Б. Н. возложена координация деятельности федеральных органов исполнительной власти по обеспечению сотрудничества РФ с СНГ и входящими в него государствами — Указом Президента РФ от 25 сентября 1998 г. № 1151 освобожден от занимаемой должности и назначен Министром РФ по делам СНГ). Указом Президента РФ от 19 мая 1998 г. № 558 установлено, что первый заместитель Министра иностранных дел РФ, ответственный за сотрудничество с государствами-участниками СНГ, при осуществлении координации деятельности федеральных органов исполнительной власти по вопросам международного сотрудничества РФ и государств-участников СНГ пользуется правами федерального министра.
7. Лившиц Александр Яковлевич — представитель Президента РФ по делам группы ведущих индустриальных государств и связям с представителями лидеров стран, входящих в Группу семи (назначен Министром РФ Указом Президента РФ от 28 июня 1999 г. № 823); председатель Межведомственной комиссии по участию РФ в «Большой семёрке» (переназначен Министром РФ Указом Президента РФ от 19 августа 1999 г. № 1097) — освобожден от должности Указом Президента РФ от 28 июня 2000 г. № 1201.
8. Трубников Вячеслав Иванович — первый заместитель Министра иностранных дел РФ (Указом Президента РФ от 28 июня 2000 г. № 1195 назначен первым заместителем Министра иностранных дел РФ с возложением на него функции специального представителя Президента РФ в государствах-участниках СНГ — освобожден от должности первого заместителя Министра иностранных дел РФ Указом Президента РФ от 29 июля 2004 г. № 978). Указом Президента РФ от 28 июня 2000 г. № 1195 установлено, что при исполнении обязанностей специального представителя Президента РФ в государствах-участниках СНГ Трубников В. И. пользуется правами федерального министра.
9. Фрадков Михаил Ефимович — Постоянный представитель РФ при Европейских сообществах в Брюсселе, Королевство Бельгия, в ранге Министра РФ (назначен Указом Президента РФ от 14 мая 2003 г. № 526 — освобожден от должности Указом Президента РФ от 5 марта 2004 г. № 299).

## Должностные лица в ранге Министра (по должности)
1. Руководитель Государственной налоговой службы РФ. Положением о Государственной налоговой службе РФ, утверждённым Указом Президента РФ от 31 декабря 1991 г. № 340 установлено, что Государственная налоговая служба РФ возглавляется Руководителем в ранге Министра РФ (Указом Президента РФ от 23 декабря 1998 г. № 1635 Государственная налоговая служба РФ преобразована в Министерство РФ по налогам и сборам).
2. Первые заместители Министра экономики и финансов РФ. Постановлением Правительства РФ от 29 января 1992 г. № 49 установлено, что первые заместители Министра экономики и финансов РФ по условиям оплаты труда, медицинского и материально-бытового обслуживания приравниваются к Министру РФ (Указом Президента РФ от 19 февраля 1992 г. № 156 на базе Министерства экономики и финансов РФ образованы Министерство экономики РФ и Министерство финансов РФ).
3. Советники Президента РФ. Положением о Советнике Президента РФ, утверждённым распоряжением Президента РФ от 25 сентября 1992 г. № 542-рп установлено, что Советник Президента РФ имеет ранг министра РФ (распоряжение признано утратившим силу Указом Президента РФ от 28 июня 2005 г. № 736).
4. Председатель Государственной технической комиссии при Президенте РФ. Распоряжением Президента РФ от 18 января 1993 г. № 41-рп установлено, что председатель Государственной технической комиссии при Президенте РФ приравнивается по статусу к Министру РФ. Положением о Государственной технической комиссии при Президенте РФ, утверждённым Указом Президента РФ от 19 февраля 1999 г. № 212 установлено, что Председатель Гостехкомиссии России в ходе осуществления межотраслевой координации деятельности по технической защите информации пользуется правами федерального министра (данный указ признан утратившим силу Указом Президента РФ от 16 августа 2004 г. № 1085).
5. Председатель Комитета по конвенциальным проблемам химического и биологического оружия при Президенте РФ. Распоряжением Президента РФ от 19 апреля 1993 г. № 254-рп установлено, что председатель Комитета по конвенциальным проблемам химического и биологического оружия при Президенте РФ приравнивается по статусу к министру РФ (Указом Президента РФ от 25 мая 1999 г. № 651 Комитет по конвенциальным проблемам химического и биологического оружия при Президенте РФ упразднен).
6. Директор Федеральной службы контрразведки РФ/директор Федеральной службы безопасности РФ. Указом Президента РФ от 21 декабря 1993 г. № 2233 установлено, что Федеральную службу контрразведки РФ возглавляет Директор в ранге министра РФ (Указом Президента РФ от 23 июня 1995 г. № 633 Федеральная служба контрразведки РФ с 12 апреля 1995 г. переименована в Федеральную службу безопасности РФ). Федеральным законом от 3 апреля 1995 г. № 40-ФЗ «Об органах федеральной службы безопасности в Российской Федерации» установлено, что Федеральную службу безопасности РФ возглавляет Директор на правах федерального министра (данная норма отменена Федеральным законом от 30 июня 2003 г. № 86-ФЗ).
7. Председатель Комитета при Президенте РФ по политике информатизации. Указом Президента РФ от 17 февраля 1994 г. № 328 председатель Комитета при Президенте РФ по политике информатизации по размерам оплаты труда, условиям социально-бытового обеспечения и медицинского обслуживания приравнен к министру РФ (Указом Президента РФ от 17 марта 1997 г. № 249 Комитет при Президенте РФ по политике информатизации ликвидирован).
8. Директор Федеральной пограничной службы РФ. Положением о Федеральной пограничной службе РФ, утверждённым Указом Президента РФ от 2 марта 1995 г. № 232 установлено, что ФПС России возглавляет директор в ранге федерального министра (данный указ признан утратившим силу с 1 июля 2003 г. Указом Президента РФ от 19 ноября 2003 г. № 1365).
9. Начальник Службы безопасности Президента РФ. Положением о Службе безопасности Президента РФ, утверждённым Указом Президента РФ от 22 апреля 1996 г. № 586 установлено, что Службу безопасности возглавляет начальник Службы безопасности на правах федерального министра (данный указ признан утратившим силу Указом Президента РФ от 2 августа 1996 г. № 1136).
10. Представитель Президента РФ в государственной компании «Росвооружение». Положением о представителе Президента РФ в государственной компании «Росвооружение», утверждённым Указом Президента РФ от 4 марта 1998 г. № 450 установлено, что представитель Президента РФ в государственной компании «Росвооружение» в вопросах материально-технического, информационного обеспечения и взаимодействия с федеральными органами исполнительной власти приравнивается по должности к федеральному министру (данный указ признан утратившим силу Указом Президента РФ от 1 декабря 2000 г. № 1953).
11. Полномочные представители Правительства РФ в палатах Федерального Собрания РФ. Постановлением Правительства РФ от 1 февраля 2000 г. № 94 установлено, что функции полномочных представителей Правительства РФ в палатах Федерального Собрания РФ осуществляются министрами РФ (норма отменена постановлением Правительства РФ от 31 мая 2000 г. № 425).
12. Председатель Государственного комитета РФ по контролю за оборотом наркотических средств и психотропных веществ/директор Федеральной службы РФ по контролю за оборотом наркотиков. Положением о Государственном комитете РФ по контролю за оборотом наркотических средств и психотропных веществ, утверждённым Указом Президента РФ от 6 июня 2003 г. № 624 установлено, что Госнаркоконтроль России возглавляет председатель в ранге федерального министра (данный указ признан утратившим силу Указом Президента РФ от 28 июля 2004 г. № 976). Указом Президента РФ от 28 июля 2004 г. № 976 установлено, что Федеральную службу РФ по контролю за оборотом наркотиков возглавляет директор в ранге федерального министра.
13. Первый заместитель Председателя Военно-промышленной комиссии при Правительстве РФ — Министр РФ. Государственная должность Российской Федерации учреждена Указом Президента РФ от 20 марта 2006 г. № 231 (норма признана утратившей силу Указом Президента РФ от 12 мая 2008 г. № 724).
14. Руководители государственных комитетов. Указом Президента РФ от 24 сентября 2007 г. № 1274 установлено, что руководитель государственного комитета пользуется правами федерального министра, предусмотренными указами Президента РФ и постановлениями Правительства РФ. Этим же указом Федеральное агентство по рыболовству преобразовано в Государственный комитет РФ по рыболовству и образован Государственный комитет РФ по делам молодежи. Указом Президента РФ от 12 мая 2008 г. № 724 оба государственных комитета преобразованы в федеральные агентства.
15. Руководитель Федеральной миграционной службы. Указом Президента РФ от 15 января 2013 г. № 30 установлено, что Федеральная миграционная служба возглавляется руководителем в ранге федерального министра (норма признана утратившей силу Указом Президента РФ от 7 июля 2016 г. № 321).
16. Директор Федеральной службы войск национальной гвардии РФ — главнокомандующий войсками национальной гвардии РФ. Указом Президента РФ от 5 апреля 2016 г. № 157 установлено, что руководитель федеральной службы по статусу, размерам оплаты труда, условиям социального и медицинского обеспечения приравнивается к федеральному министру.

## Государственные органы, приравненные к федеральным министерствам
1. Государственный комитет РФ по управлению государственным имуществом. Указом Президента РФ от 28 октября 1994 г. № 2026 установлено, что Государственный комитет РФ по управлению государственным имуществом имеет статус, равный статусу федерального министерства (данный указ признан утратившим силу Указом Президента РФ от 9 июля 1997 г. № 710).
2. Государственный комитет РФ по оборонным отраслям промышленности. Указом Президента РФ от 3 декабря 1994 г. № 2146 установлено, что Государственный комитет РФ по оборонным отраслям промышленности имеет статус, равный статусу федерального министерства (Указом Президента РФ от 8 мая 1996 г. № 686 Государственный комитет РФ по оборонным отраслям промышленности преобразован в Министерство оборонной промышленности РФ).
3. Государственный комитет РФ по антимонопольной политике и поддержке новых экономических структур. Указом Президента РФ от 27 февраля 1995 г. № 201 установлено, что Государственный комитет РФ по антимонопольной политике и поддержке новых экономических структур имеет статус, равный статусу федерального министерства (данный указ признан утратившим силу Указом Президента РФ от 9 июля 1997 г. № 710).
4. Федеральная комиссия по ценным бумагам и фондовому рынку при Правительстве РФ / Федеральная комиссия по рынку ценных бумаг. Указом Президента РФ от 27 февраля 1995 г. № 202 установлено, что Федеральная комиссия по ценным бумагам и фондовому рынку при Правительстве РФ приравнивается по статусу к федеральному министерству. Указом Президента РФ от 1 июля 1996 г. № 1009 Федеральная комиссия по ценным бумагам и фондовому рынку при Правительстве РФ преобразована в Федеральную комиссию по рынку ценных бумаг; установлено, что Федеральная комиссия по рынку ценных бумаг является правопреемником Федеральной комиссии по ценным бумагам и фондовому рынку при Правительстве РФ (Указ Президента РФ от 27 февраля 1995 г. № 202 признан утратившим силу Указом Президента РФ от 9 июля 1997 г. № 710).